# Bad Aibling

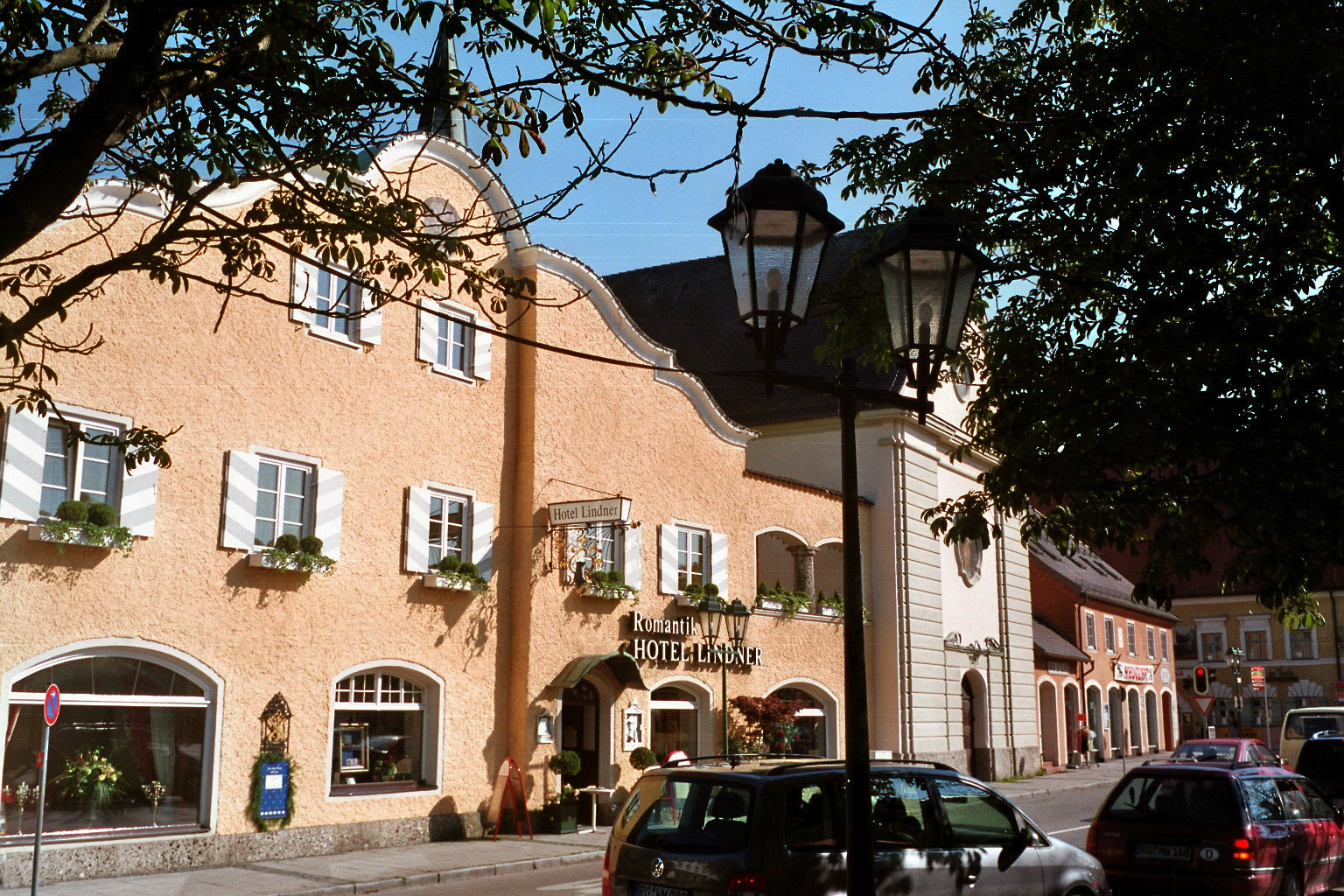
Bad Aibling

Bad Aibling este un oraș din districtul Rosenheim, regiunea administrativă Bavaria Superioară, landul Bavaria, Germania.